# Alison Carroll
Alison Laura Carroll (Croydon, 21 maggio 1985) è un'attrice, ex modella ed ex ginnasta inglese.

## Biografia
Ha gareggiato come ginnasta a livello nazionale, vestendo anche i colori della Gran Bretagna. Ha studiato alla Urdang Academy specializzandosi in recitazione. Dopo il diploma ha ottenuto una parte in una pubblicità della Pepsi-Cola e in alcuni video musicali. Dal febbraio 2007 fu rappresentata dalla MCS Agency in quanto modella.
Nel 2008 è stata scelta da Eidos Interactive come modella promozionale del personaggio di Lara Croft per pubblicizzare l'uscita del videogioco Tomb Raider: Underworld, terzo episodio della seconda serie del marchio Tomb Raider.
Ha esordito sul grande schermo con il film Doghouse, distribuito nel 2009.

## Filmografia
- Doghouse, regia di Jake West (2009)
- Life Is an Art, regia di Jayant R. Harnam (2010)
- The Kid, regia di Nick Moran (2010)
- Love+1, regia di Giles Andrews - cortometraggio (2011)
- Claustrofobia, regia di Bobby Boermans (2011)
- Amsterdam Heavy, regia di Michael Wright (2011)
- Misconnect, regia di John Thirlwell - cortometraggio (2011)
- Amina, regia di Christian Ashaiku (2012)
- Desire, regia di Leon Ockenden - cortometraggio (2013)
- Ispettore Jury - Il cigno della morte (Inspektor Jury - Der Tote im Pub), regia di Edzard Onneken (2014)
- Devil's Tower, regia di Owen Tooth (2014)
- Gridiron UK, regia di Gary Delaney (2016)